# Гулоу (Сюйчжоу)
Гуло́у (кит. упр. 鼓楼, пиньинь Gǔlóu, буквально: «Барабанная башня») — район городского подчинения городского округа Сюйчжоу провинции Цзянсу (КНР).

## История
Во времена империи Мин в 1374 году в северной части города была возведена Барабанная башня, с которой ударами в барабан возвещали время.
Когда в 1939 году марионеточным прояпонским правительством был образован город Сюйчжоу, в этих местах был создан Район № 1.
В 1955 году районам были вместо номеров даны названия, и Район № 1 был переименован в Гулоу. В 1966 году он был переименован в район Яньань (延安区), но в 1980 году ему было возвращено прежнее название.
В 2010 году в состав района вошла часть земель расформированного района Цзюли (九里区).

## Административное деление
Район делится на 9 уличных комитетов.